# حق الجلوس
يشير حق الجلوس إلى القوانين والسياسات التي تمنح العمال الحق للحصول على مقاعد مناسبة في مكان العمل، وتشمل السلطات القضائية التي كرست قوانين وسياسات حق الجلوس المملكة المتحدة وجامايكا وجنوب إفريقيا وإستونيا وتنزانيا وأوغندا وليسوتو وماليزيا والبرازيل وإسرائيل وايرلندا والولايات الهندية في تاميل نادو وكيرلا والمقاطعة الكندية  نيوفاوندلاند ولابرادور وإقليم جبل طارق ومونتسرات البريطاني فيما وراء البحار.
أقرت جميع الولايات المتحدة وأستراليا بالإضافة إلى غالبية المقاطعات الكندية الحق في وضع تشريعات للعاملات بين عامي 1881 و 1917. تشمل أيضًا الولايات الأمريكية التي تتمتع بتشريعات للحق الحالي في الجلوس كاليفورنيا وفلوريدا وماساتشوستس ومونتانا ونيوجيرسي ونيو مكسيكو ونيويورك وأوريغون وبنسلفانيا ووست فرجينيا ويسكونسن، وقد جرى تضمين بند حق الجلوس في اتفاقية منظمة العمل الدولية بشأن نظافة التجارة والمكاتب وجرى التصديق على الاتفاقية من قبل 51 دولة اعتباراً من عام 2014 وتشمل السلطات القضائية المحلية مع قوانين بورتلاند وأوريغون وسانت لويس ميسوري ورويال بورو أوف كنسينغتون وتشيلسي في لندن. وقد ألغت بعض الولايات القضائية مثل ألاباما واركنساس وكونيتيكت وإيداهو وكنتاكي وماين وميشيغان وميسوري ونيفادا ونيو هامبشاير وكيبك والعاصمة واشنطن حقها في الجلوس.  
احتوت العديد من قوانين حق الجلوس في الأصل على لغة جنسانية تحدد العاملات فقط، وتحتفظ بعض الولايات القضائية بقوانين جنسانية لكن العديد من الولايات القضائية عدلت حقها في وضع القوانين لتكون محايدة بين الجنسين.

## الشركات التي لديها سياسات مقاعد مناسبة
تسمح سلسلة محلات السوبر ماركت الألمانية إل دي Aldi للصرافين بالجلوس في أثناء حضور سجلاتهم، ليس بسبب القلق على صحة العمال أو راحتهم، بل بسبب الأبحاث التي تشير إلى أن العمال المسموح لهم بالجلوس أكثر إنتاجية وكفاءة.
عادة ما يجلس الصرافون في أثناء العمل في العديد من البلدان الأوروبية. ويرجع ذلك جزئياً إلى أن العديد من سلاسل البيع بالتجزئة الأوروبية الكبيرة تسمح للعملاء بتعبئة البقالة الخاصة بهم بدلاً من جعل أمين الصندوق يقوم بالتعبئة.

## حسب الاختصاص
من المعتاد في معظم أنحاء أوروبا أن يجلس أمين الصندوق في أثناء العمل في حين أن الوقوف لفترات طويلة في أثناء العمل هو قاعدة في بعض مناطق أمريكا الشمالية وآسيا وأستراليا.

### القانون الدولي
تنص المادة 14 من اتفاقية منظمة العمل الدولية بشأن النظافة والتجارة والمكاتب لعام 1964 على أنه يجب توفير مقاعد كافية ومناسبة للعمال ويجب منح العمال فرصاً معقولة لاستخدامها. جرى التصديق على هذه الاتفاقية من قبل 51 دولة اعتباراً من عام 2014،  ودخل القانون حيز التنفيذ في 29 آذار 1966.

### الفلبين
في 15 نيسان 1952 أصدر الكونجرس الفلبيني القانون الجمهوري رقم 679 الذي يمنح أحد أحكامه العمال حق الجلوس. ونص القانون على أنه «من واجب كل صاحب عمل... توفير مقاعد مناسبة للنساء والأطفال والسماح لهم باستخدام هذه المقاعد عندما يكونون في حالة تفرغ من العمل وفي أثناء ساعات العمل، بشرط أن يتمكنوا من أداء واجباتهم دون المساس بالكفاءة». أُلغي القانون فيما بعد في 1 أيار 1974 بموجب المرسوم الرئاسي رقم 442.
في عام 2014 جرى تقديم مشروع قانون مجلس النواب رقم 5258، بعنوان حق الجلوس على قانون العمل لعام 2014  في مجلس النواب الفلبيني، يطلب مشروع القانون من مالكي مراكز التسوق والمتاجر ومنافذ البيع بالتجزئة الأخرى السماح لعمالهم بالجلوس عندما لا يحضر العملاء. اقترح القانون روي سينيريس "Roy Señeres" من حزب العمال الفلبيني وذكر أن الإفراط في الوقوف يضر بصحة العمال، لا سيما النساء وكذلك غير إنساني لأن الحيوانات فقط مثل الكراباوس والأبقار والخيول يمكنها تحمل الوقوف على أقدامها طوال اليوم. جرئ تقديم مشروع قانون مشابه إلى مجلس الشيوخ الفلبيني من قبل نانسي بيناي من التحالف القومي المتحد.

## المخاطر الصحية للإفراط في المكانة
في القرن السابع عشر، نشر الطبيب الإيطالي برناردينو راماتسيني، معهد أمراض العمال "De Morbis Artificum "Diatribe وهو أحد الأعمال المسجلة الأولى التي تجادل بأن الوقوف لفترات طويلة يضر بصحة العمال. دعا راماتسيني في الفصل الخاص بـ العمال الواقفين إلى تقليل ساعات العمل في أثناء الوقوف. يستشهد راماتسيني بالنجارين وقاطعِ الأشجار والنحاتين والحدادين والبنائين كأمثلة للعمال المطلوب منهم الوقوف لفترات طويلة من الزمن.
توصلت الدراسات التي أجراها باحثون كنديون بمشاركة عمال في أونتاريو إلى أن الصرافين والطهاة ومشغلي الأدوات الآلية وغيرهم من العمال المطلوب منهم الوقوف لساعات طويلة معرضون بشكل كبير لخطر الإصابة بأمراض القلب والأوعية الدموية مقارنة بالعمال الذين يجلسون في الغالب.
يدعم اتحاد عمال المتاجر والتوزيع والمتحالفين في المملكة المتحدة حق العمال في الجلوس  مشيرًا إلى أن الوقوف المفرط يمكن أن يسبب آلامًا في الظهر والساقين.[بحاجة لمصدر]

## انتقاد الأحكام الجنسانية
تدعي الأستاذة كارول لو من جامعة جنوب إفريقيا أن الأحكام الخاصة بالمرأة في قوانين حق الجلوس عززت الصور النمطية فيما يتعلق بضعف المرأة. وجادل أساتذة القانون ساشا بريكل ونورين بوروس ضد الأحكام الخاصة بالجنس في قوانين حق الجلوس لأن ظروف العمل يجب أن تكون آمنة وممتعة قدر الإمكان لجميع الموظفين بغض النظر عن الجنس.